# Ikšķile
Ikšķile (németül: Uexküll) Lettország legidősebb települése a Riga-Moszkva-vasútvonal mentén, a Daugava folyó partján. Rigától 28 km-re délkeletre, Ogre település mellett fekszik. A 2009-es közigazgatási reformig Lettország Ogre járásához tartozott.

## Története
A város története 1186-ban kezdődik, amikor Ikšķilében Meinhard von Segeberg, Livónia első püspöke hittérítő telepet alapított. Az alapítás történetét Henrik Livónia krónikájából ismerjük. Ez az ikšķilei telep vált a Német Lovagrend baltikumi hódításainak kiinduló pontjává. A brémai Albert von Buxthoeven, Livónia harmadik püspöke és Riga alapítója itt rendezte be központját. A település fokozatosan elvesztette jelentőségét. 1966-74 között Ikšķile határában épült fel az úgynevezett „Rigai vízi erőmű”. Ennek a duzzasztógátján keresztezi a Daugavát a Via Baltica Riga belvárosát elkerülő alternatív útvonala.